# اتحاد مقدس (۱۶۸۴)

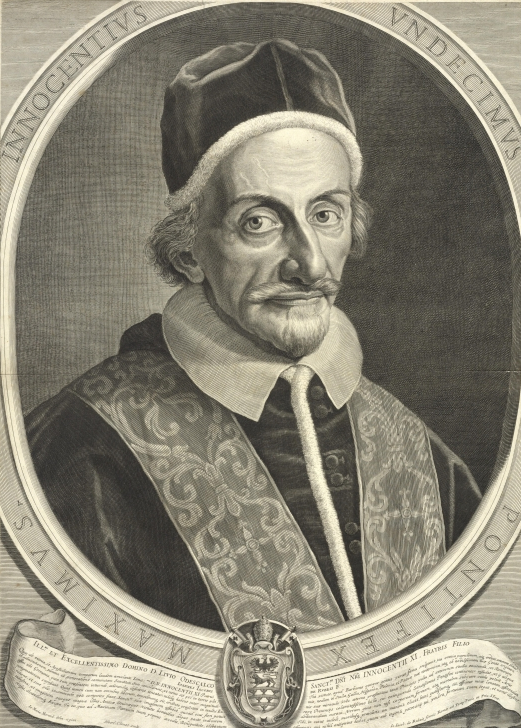
پاپ اینوسنت یازدهم از تأثیرگذار ترین شخصیت ها در اخراج عثمانی ها از مجارستان.

اتحاد مقدس سال ۱۶۸۴ میلادی توسط پاپ اینوسنت یازدهم با شرکت امپراتوری مقدس روم، مشترک‌المنافع لهستان-لیتوانی و جمهوری ونیز به وجود آمد. روسیه تزاری نیز در ۱۶۸۶ به این اتحاد پیوست. این اتحاد در جنگ بزرگ علیه امپراتوری عثمانی شرکت کرد و تا پیمان کارلویتس در ۱۶۹۹ میلادی به طول انجامید.